# Landschap in de mist
Landschap in de mist (Grieks: Τοπίο στην ομίχλη, Topio stin omichli) is een film uit 1988 van de Griekse regisseur Theo Angelopoulos.

## Verhaal
De film handelt over de zoektocht van twee kinderen naar hun vader. Zij lopen weg en reizen naar Duitsland, omdat ze geloven dat hun vader er woont. Ze treffen op hun weg verschillende mensen. Zo ontmoeten ze een groep acteurs en een motorrijder. Uiteindelijk steken ze een rivier over in de hoop dat daar voorbij hun bestemming ligt.

## Rolverdeling
| Acteur              | Personage |
| ------------------- | --------- |
| Tania Palaiologou   | Voula     |
| Michalis Zeke       | Alexander |
| Stratos Tzortzoglou | Orestes   |